# Eastpack
Eastpak é uma popular marca de mochilas, malas de viagem e roupas produzidas pela companhia VF Corporation, uma das maiores companhias do mundo de vestuário.

## História
A marca era inicialmente conhecida como "Eastern Canvas Products", e tem vindo a produzir mochilas, sacos e malas de alta qualidade desde 1952. Esse foi o ano “Eastern Canvas Products USA”. Com Monte Goldman ao leme, esta marca conseguiu o seu primeiro contrato militar. Fê-lo pela fabricação de sacos militares de alta qualidade, mochilas e equipamentos de segurança para o Exército dos EUA. E enquanto a marca que conhecemos hoje pode ter superado essas raízes iniciais, ela ainda deve os seus rigorosos padrões de qualidade a esses primórdios, quando a qualidade realmente poderia significar a diferença entre a vida e a morte para o soldado americano.

Mas só a partir de 1976, quando o filho de Monte Goldman, Mark, se juntou a companhia, é que as verdadeiras sementes do sucesso internacional foram plantadas. Mark Goldman, um pianista de mente aberta, trouxe o sentido de energia, visão e direção à linha de consumo da companhia. Contudo, o mais importante, é que ele trouxe consigo uma ideia. Enquanto estudante universitário, ele observou que os estudantes “que se destacavam” já não traziam estojos consigo, mas sim “mochilas” de exército. O que Mark reparou foi que, noutras palavras, existia um grande e novo “buraco” no mercado. Monte Goldman que no início não fora convencido pelo seu filho, dava-lhe agora “luz verde” para a produção da primeira linha de mochilas, sacos e malas de ombro com a marca EASTPAK. Mark soube então que seria bem-sucedido.

A EASTPAK foi a primeira marca a substituir os tradicionais sacos verdes e castanhos com diversão, e cores berrantes. Esta tendência foi reforçada em 1987, o ano em que a EASTPAK verdadeiramente emergiu “das florestas para a cidade”. Este movimento foi acompanhado pela primeira série de anúncios frescos e provocativos numa série de revistas sobre o estilo de vida, a partir dos Rolling Stones. Ao construir no quadril urbano a imagem de sacos de exploradores, a marca parecia já ter adquirido tudo por conta própria, foi apenas um pequeno passo de se tornar, como a linha de base da era corajosamente alegou, o "Líder dos Pacotes".